# Universidad de Investigación y Desarrollo
La Universidad de Investigación y Desarrollo - UDI -, es una institución universitaria de carácter privado, con alto nivel de desarrollo y forjada en beneficio de la formación del pueblo Santandereano y Colombiano.
Es reconocida en el Departamento de Santander, su sede principal está en la ciudad de Bucaramanga con otras 3 sedes en Barrancabermeja, San Gil y Villavicencio. En los últimos años ha obtenido reconocimientos y ha dado apertura a carreras nuevas en la región. Sus programas más antiguos son los de Ingeniería de Sistemas y Diseño Gráfico. Su sede en Bucaramanga cuenta con 10 000 alumnos aproximadamente. Su crecimiento, hoy con 4 Técnicos Profesionales, 2 Programas Virtuales, 2 Tecnológicos Presenciales, 3 Tecnológicos a Distancia, 14 Pregrados Profesionales, 7 Especializaciones y 2 Maestrías. 

## Historia
En la época de 1982 se empezaba a sentir en el país y en la región, la necesidad de llevar a cabo un proceso de re-estructuración industrial y de cambio tecnológico, como paso previo al inminente ingreso a un mundo globalizado, de otra parte, los avances en la informática y el gran auge de su aplicación en las empresas conllevó a la demanda de personal capacitado en esta área.
Es así como nace la Institución de Educación No Formal denominada Centro Superior de Sistemas - CENTROSISTEMAS, ideada y concebida por un grupo de ingenieros interdisciplinarios egresados de la Universidad Industrial de Santander, liderada por el Ingeniero Jairo Castro Castro.
Dado el interés y entusiasmo de los estudiantes, las directivas de la institución se lanzaron en la tarea de convertirla en una institución de Educación Superior, obteniendo los primeros frutos con su legalización mediante la personería jurídica No. 22195 del 20 de diciembre de 1985, en la modalidad Técnica Profesional y las licencias de funcionamiento otorgadas por el Instituto Colombiano para el Fomento de la Educación Superior - ICFES para los programas de Técnico Profesional en Análisis de Sistemas y Técnico Profesional en Secretariado Ejecutivo en diciembre de 1987 y para el Técnico Profesional en Electrónica en diciembre de 1989.
Acorde con su misión institucional, CENTROSISTEMAS, logra la transformación a Institución Tecnológica en diciembre de 1993, ampliando su espectro científico a las áreas de: Diseño Gráfico y Administración Financiera. Sus programas de Sistemas y Electrónica ascienden también a la modalidad tecnológica.
Su crecimiento y desarrollo institucional conllevan a la construcción de los Edificios: Jorge Luis Borges (1995), Enrique Fermi (1997), Simón Bolívar (1998), David Consuegra (2003), Académico Glusko (2005) Carlos lleras Restrepo (2011), Daniel Bernoulli (2019) en Bucaramanga y Ana Frank (1996) en Barrancabermeja.
Dada la necesidad de seguir avanzando por la ruta de la investigación y de las ciencias, presenta la Modificación de su Carácter Académico a Institución Universitaria, Obteniendo del MEN su aprobación como Corporación Universitaria Centrosistemas, mediante resolución 1856, del 1 de agosto de 2002.
Posteriormente y para corroborar su compromiso con el Desarrollo y la Investigación plantea un cambio en su razón social, denominándose como Corporación Universitaria de Investigación y Desarrollo -UDI-, según resolución 731 del 11 de abril de 2003.
Como resultado de los esfuerzos que ha realizado la institución en el fortalecimiento de actividades de investigación científica y tecnológica; además del cumplimiento de requisitos de calidad establecidos por el Sistema Nacional de Acreditación y lo dispuesto en el artículo 20 de la Ley 30 de 1992 y el Decreto 1075 de 2015,  el Ministerio de Educación Nacional mediante la resolución No. 15422 del 3 de agosto de 2017 resuelve otorgar el cambio de carácter académico y reconocer como Universidad a la UDI, quien a partir de la firma del acto administrativo paso a denominarse Universidad de Investigación y Desarrollo –UDI-.

## Sedes
La UDI tiene presencia en:
- Bucaramanga
- Barrancabermeja
- San Gil

También cuenta con sedes recreativas para los programas de Bienestar Universitario nacen en los años 1999, 2000 y 2007 respectivamente, denominándolas “Umbral del Sol”, ubicada en la Mesa de los Santos, cuenta con 5.000 metros cuadrados de terreno e instalaciones adecuadas para el descanso, la recreación y la expansión cultural de los docentes, administrativos y directivos de la Institución, "El Ecoparque Universitario Lagos de Guatiguará", el cual es un lugar acondicionado para que la comunidad universitaria pueda realizar toda clase de deporte (voleibol, microfútbol, vóley playa, juegos de mesa, paseos ecoturísticos, caminodromos, pesca, fútbol y otros), en el campus principal se construyó una cancha múltiple para deportes como Microfútbol, Baloncesto y Voleibol.
El Ecoparque está ubicado en un sitio campestre entre Bucaramanga y Piedecuesta. Se extiende en aproximadamente 50.000 metros cuadrados de terreno ligeramente ondulado. En el centro del terreno se integran al paisaje tres (3) Lagos con capacidad de embalse de 40.000 metros cúbicos de agua, construidos con un concepto ecológico funcional y para descansar plácidamente.

## Programas
FACULTAD DE COMUNICACIÓN, ARTES Y DISEÑO
- Diseño Gráfico (Alta calidad)
- Diseño Industrial
- Publicidad y Marketing Digital.
- Comunicación Social

FACULTAD DE INGENIERÍAS
- Ingeniería de Sistemas (Alta calidad)
- Ingeniería Electrónica
- Ingeniería Industrial
- Ingeniería Civil

FACULTAD DE CIENCIAS ADMINISTRATIVAS, ECONÓMICAS Y CONTABLES
- Administración de Empresas (Alta calidad)
- Negocios Internacionales

FACULTAD DE CIENCIAS SOCIALES Y HUMANAS
- Criminalística
- Psicología
- Derecho

ESCUELA DE AVIACIÓN
- Tripulante de Cabina de Pasajeros - TCP

Actualmente la UDI, posee los programas de Ingeniería de Sistemas, Electrónica y Diseño Gráfico, acreditados en Alta Calidad según resoluciones del MEN 2934 del 21 de noviembre de 2003, 3389 del 23 de diciembre de 2003 y 6664 del 30 de octubre de 2006 respectivamente, además los Registros Calificados para los programas de pregrado presenciales de Administración de Empresas (Resolución 2206 del 18 de septiembre de 2003), Ingeniería Electrónica (Resolución 3239 del 15 de diciembre de 2003), Ingeniería de Sistemas (Resolución 19 del 7 de enero de 2004), Metrología (Resolución 2214 del 10 de junio de 2005), Entrenamiento Deportivo y Preparación Física (Resolución 117 del 18 de enero de 2007), Diseño Gráfico (Resolución 327 del 31 de enero de 2007), Criminalística (Resolución 3911 del 10 de julio de 2007), Negocios Internacionales (Resolución 1259 del 21 de febrero de 2011), Ingeniería Industrial (Resolución 1735 del 4 de abril de 2008), Psicología (Resolución 2042 de 25 de marzo de 2010), Diseño Industrial (Resolución 2208 del 30 de marzo de 2010), Comunicación Social ( Resolución 6288 del 19 de julio de 2010) y Publicidad ( Resolución 3646 del 12 de mayo de 2010).
En la Extensión de Barrancabermeja se obtuvieron los Registros Calificados de los programas Universitarios de Ingeniería de Sistemas (Resolución 692 de 17 de febrero de 2006), Ingeniería Electrónica (Resolución 5383 de 7 de septiembre de 2006), Administración de Empresas (Resolución 7440 del 24 de noviembre de 2006) e Ingeniería Industrial (Resolución 8208 del 28 de diciembre de 2007); los programas Tecnológicos en Sistemas (Resolución 4626 del 13 de diciembre de 2004), Electrónica y Telecomunicaciones (Resolución 2784 del 10 de septiembre de 2004) y Gestión Financiera (Resolución 6842 de 3 de noviembre de 2006) y los programas Técnicos Profesionales en Desarrollo de Software (Resolución 5094 de 24 de junio de 2010), Electrónica Digital (Resolución 5093 del 24 de junio de 2010) y Procesos Administrativos (Resolución 5092 del 24 de junio de 2010).
Desde el Segundo semestre de 2005 la UDI es entidad Operadora del Centro Regional de Educación Superior CERES del municipio de Charalá, en alianza con la Universidad INCCA de Colombia, el MEN, la Gobernación de Santander, la Alcaldía de Charalá, y el sector productivo de este municipio.
La infraestructura institucional ha sido armónica con lo académico. Así lo demuestran sus avances desde sus inicios hasta hoy, cuando orgullosamente se ofrece a los estudiantes y demás miembros de la comunidad educativa, instalaciones que les brindan mayor comodidad y confort para el cumplimiento de todas sus actividades.
El propósito de la UDI es ofrecer a las comunidades programas pertinentes con Registro Calificado y con Acreditación de Alta Calidad, concordantes con las demandas del entorno. Para ello, fundamenta su estrategia educativa basada en los más avanzados desarrollos de la ciencia, la tecnología y la metodología de la Investigación.